# ريكاردو بينيا
ريكاردو بينيا (بالإسبانية: Ricardo Peña)‏ (27 مايو 1992 بمدينة مكسيكو في المكسيك - ) هو لاعب كرة قدم مكسيكي في مركز الدفاع.

## وصلات خارجية
- ريكاردو بينيا على موقع قاعدة بيانات كرة القدم.إي يو (الإنجليزية)
- ريكاردو بينيا على موقع AS.com (الإسبانية)